# La Valla-en-Gier
La Valla-en-Gier is een gemeente in het Franse departement Loire (regio Auvergne-Rhône-Alpes) en telt 741 inwoners (1999). De plaats maakt deel uit van het arrondissement Saint-Étienne.

## Geografie
De oppervlakte van La Valla-en-Gier bedraagt 35,5 km², de bevolkingsdichtheid is 20,9 inwoners per km².
De onderstaande kaart toont de ligging van La Valla-en-Gier met de belangrijkste infrastructuur en aangrenzende gemeenten.

## Demografie
Onderstaande figuur toont het verloop van het inwonertal (bron: INSEE-tellingen).